# Adiantopsis
Adiantopsis, rod papratnjača iz potporodice Cheilanthoideae, dio porodice bujadovki (Pteridaceae). Postoji 34 vrste i jedan hibrid u tropskoj Americi.

## Vrste
1. Adiantopsis alata Prantl
2. Adiantopsis asplenioides Maxon
3. Adiantopsis aurea Link-Pérez, Seabolt & Ledford
4. Adiantopsis cheilanthoides R. M. Senna
5. Adiantopsis chlorophylla (Sw.) Fée
6. Adiantopsis crinoidea Link-Pérez & Hickey
7. Adiantopsis dactylifera Link-Pérez & Hickey
8. Adiantopsis dichotoma (Cav.) T. Moore
9. Adiantopsis flexuosa (Kunze) Link-Pérez & Hickey
10. Adiantopsis hickeyi Link-Pérez, Seabolt & Ledford
11. Adiantopsis lindigii (Mett.) Prantl
12. Adiantopsis luetzelburgii Rosenst.
13. Adiantopsis monticola (Gardner) T. Moore
14. Adiantopsis occulta Sehnem
15. Adiantopsis orbignyana (Mett. ex Kuhn) Ponce & Scataglini
16. Adiantopsis parvisegmenta M. S. Barker & Hickey
17. Adiantopsis paupercula (Kunze) Fée
18. Adiantopsis pedata (Hook.) T. Moore
19. Adiantopsis pentagona M. S. Barker & Hickey
20. Adiantopsis perfasciculata Sehnem
21. Adiantopsis propinqua (Mett.) Prantl
22. Adiantopsis radiata (L.) Fée
23. Adiantopsis recurvata (Baker) Ponce & Scataglini
24. Adiantopsis reesii (Jenman) C. Chr.
25. Adiantopsis regularis (Mett.) T. Moore
26. Adiantopsis rupicola Maxon
27. Adiantopsis scalariformis Link-Pérez, Seabolt & Ledford
28. Adiantopsis seemannii (Hook.) Maxon
29. Adiantopsis senae (Baker) Schuettp. & A. Davila
30. Adiantopsis ternata Prantl
31. Adiantopsis timida Link-Pérez & Hickey
32. Adiantopsis trifurcata (Baker) Link-Pérez & Hickey
33. Adiantopsis tweedieana (Hook.) Link-Pérez & Hickey
34. Adiantopsis vincentii M. S. Barker & Hickey
35. Adiantopsis × australopedata Hickey, M. S. Barker & Ponce

## Sinonimi
- Actinopteris J.Sm.
- Adiantastrum Fée
- Cheilanthastrum Fée